# Hermann Keller
Hermann Keller (Stuttgart, 20 novembre 1885 – Fribourg-en-Brisgau, 17 août 1967) est un musicologue et organiste allemand.

## Biographie
Hermann Keller est le fils d'un architecte. Comme son père, il se destine d'abord à l'architecture et étudie à Stuttgart et à Munich. Pendant ses études, à l'été 1903, il est membre de la chorale des étudiants de Stuttgart. Il prend des cours particulier avec Max Reger, qui lui conseille de faire son métier dans la musique. Keller suit ce conseil et étudie la musique à Munich, Stuttgart et Leipzig. À partir de 1910, il est professeur à l'école de musique à Weimar et organiste à l'église. Il donne la première du double concerto de Reger. En 1916, il est de retour dans sa ville natale à Stuttgart, où il est successivement organiste (1916) de la Markuskirche, maître de conférence à l'école technique (1919), professeur au conservatoire (1920) et en tant que chef du département de musique religieuse et scolaire du conservatoire (1928–1933). Il passe son doctorat de musicologie en 1924 à l'Université de Tübingen, avec une thèse sur l'articulation musicale. Après la seconde Guerre Mondiale, il est directeur du conservatoire de Stuttgart (1946–1952) et significativement impliqué dans sa reconstruction. Hermann Keller est mort en 1967, à la suite d'un accident de la route.
Hermann Keller est l'une des plus importantes personnalités vouées à la renaissance de Bach au début du XXe siècle, en publiant surtout des œuvres pour orgue, en tant que professeur et interprète, non seulement en Europe mais aussi aux États-Unis et au Japon. Grâce à sa longue collaboration avec la maison d'édition Peters de Leipzig ou de Francfort, il est devenu un pont entre les deux États allemands d'après-guerre. En tant qu'éditeur, il a publié Samuel Scheidt, une sélection en deux volumes de Buxtehude, Vincent Lübeck, Frescobaldi, les concertos de Haendel opus. 4 et 7 arrangés pour orgue seul et une sélection de 150 sonates de Domenico Scarlatti. Il publie régulièrement des articles dans le Bach-Jahrbuch entre 1913 et 1954.
Parmi ses élèves figurent Hans Grischkat, Theophil Laitenberger (de) et Herbert Liedecke.

## Ouvrages
- Die musikalische Artikulation insbesondere bei Johann Sebastian Bach. Mit 342 Notenbeispielen und einem Anhang: Versuch einer Artikulation der Fugenthemen des Wohltemperierten Klaviers und der Orgelwerke. Bärenreiter Verlag, Augsburg 1925.
- Schule des klassischen Triospiels. Bärenreiter Verlag, Kassel 1928.
- Schule des Generalbaßspiels. Bärenreiter Verlag, Kassel 1931; 5e éd. 1967.
- Schule der Choral-Improvisation. Mit 121 Notenbeispielen. Peters, Leipzig 1939.
- Die Kunst des Orgelspiels. Mit 250 Notenbeispielen. Peters, Leipzig 1941.
- Die Orgelwerke Bachs. Ein Beitrag zu ihrer Geschichte, Form, Deutung und Wiedergabe. Peters, Leipzig 1948.
- Domenico Scarlatti. Ein Meister des Klaviers. Peters, Leipzig 1957.
- Le clavier bien tempéré de Johann Sebastian Bach : l'œuvre, l'interprétation [« Das wohltemperierte Klavier von Johann Sebastian Bach. Werk und Wiedergabe’ »], Paris, Bordas, coll. « Études », 1973 (1re éd. 1965(de)), 233 p. (OCLC 373521522, présentation en ligne, lire en ligne [PDF])(de).

## Honneurs
- 1952 : Croix du mérite de la république Fédérale d'Allemagne